# Inés Calderón Quintero
José Inés Calderón Quintero (7 de abril de 1954 - 26 de marzo de 1988) fue uno de los grandes narcotraficantes de Sinaloa, en activo en los años 1970 y años de 1980, que llegó a tener controlado casi todo el Estado de Sinaloa. Lalo "El Gallo" Elizalde compuso un narcocorrido sobre él, y Los Razos lo mencionan en la canción Dinastía de grandes. Se le conoció también como El Ingeniero.

## Biografía
Nacido en Tamazula, Durango, y criado en la ciudad de Culiacán, inició su carrera delictiva desde temprana edad en la colonia Tierra Blanca, trabajando para Manuel Beltrán Félix, pero al tiempo se independizó y comenzó a operar en Culiacán por su cuenta.
A los 26 años emigró a los Estados Unidos y empezó a operar en la región de California, siendo uno de los primeros narcotraficantes que empezaron a introducir cocaína y heroína en Estados Unidos; al tiempo, regresó a Sinaloa, a seguir operando en el estado, donde adquirió gran importancia gracias a las grandes cantidades de cocaína que recibía desde Colombia. Estuvo involucrado en una balacera de una discoteca en Sinaloa y diversas ejecuciones. En diversas ocasiones fue apresado por la Procuraduría General de Justicia, pero salía absuelto al poco tiempo.
Al controlar casi todo Sinaloa, Calderón Quintero tenía gente trabajando para el como Ismael Zambada García o el finado Baltazar Diaz Vega; también se le relaciona como pariente del inactivo Rafael Caro Quintero, también se le relaciona con: Manuel Salcido Uzeta, Cesar Fonseca Caro, Javier Barba, Ernesto “Don Neto” Fonseca Carrillo entre otros. Aunque Calderon no tiene fama ni se escucha a casi veinte años de su muerte se puede considerar que le dio fuerza y economía estable al cartel de Sinaloa durante su tiempo de operación. Mencionan que de 1976 a 1988 era uno de los principales y más importantes distribuidores de cocaína en Sinaloa, parte de México y Estados de Estados Unidos.

## Muerte
El 7 de enero de 1988, Estados Unidos lo acusó de colaborar en la tortura y asesinato de un agente de la Drug Enforcement Administration. Falleció el 26 de marzo de ese mismo año, en un tiroteo con agentes de la Policía Judicial Federal en su residencia en la colonia Las Quintas, que los agentes asaltaron liderados por el comandante Guillermo González Calderoni. Se dice que al ver Calderón al escuadrón dentro de su residencia abrió fuego contra los agentes, matando a uno de ellos: los agentes dispararon entonces contra Calderón, quien aun estando herido mató a un segundo agente antes de caer sin vida al suelo.
Cuando Calderón fue ejecutado estaba en presencia de su esposa Olga Lidia Bazua y su hija del mismo nombre, además estaba embarazada de Jesus Ines Calderon, un hecho muy lamentable y que marcaría la vida y el proceder de la señora.[cita requerida]
Tenía diversos ranchos cerca de Culiacán, unos de ellos “San Francisco” y “El Ensueño”, el último contaba con un zoológico privado.[cita requerida]
Entre sus amigos más conocidos estaban Los Intocables del Norte y el conocido cantante  Lalo "El Gallo" Elizalde,  era común que el cantara en los convivios de Ines Calderón.